# 시코쓰호
시코쓰 호(일본어: 支笏湖 시코쓰코[*])는 홋카이도 지토세시에 있는 호수로 시코쓰토야 국립공원에 속해있다. 일본 최북단의 얼음이 얼지 않는 부동호로 알려져 있다.
호수의 명칭 시코쓰는 아이누어의 시콧에서 유래한 것으로 “크게 움푹 패어 웅덩이가 된 땅”을 의미한다. 덧붙여 옛 홋카이도 있었던 마쓰마에번에서는 도마코마이시까지를 시코쓰라고 불렀으며 지고진(志古津)라고 표기했다・

## 지리
홋카이도 남서부에 위치한 호수로 평균수심 265m, 최대수심 363m에 이르며 아키타현의 다자와호에 이어 두 번째로 물이 깊다. 면적으로는 일본에서 8번째로 넓으며, 칼데라 호로서는 굿샤로호에 이어 두 번째로 넓다. 호수 북쪽에는 에니와 산이 있고, 남쪽으로는 훗푸시 산, 다루마에 산이 있다.
수심이 깊기 때문에 면적은 비와호의 1/9에 불과하지만, 저수량은 3/4에 육박한다. 이런 연유로 수온의 변화가 심하지 않아 호수는 동결되지 않는다.
- 유입하천 : 비후에 강, 오코탄페 강, 니나루 강, 후레나이 강
- 유출하천 : 지토세 강